# NGC 4015-1
NGC 4015-1 (другие обозначения — UGC 6965, MCG 4-28-109, ZWG 127.122, KCPG 314A, ARP 138, VV 216, PGC 37702) — линзовидная галактика в созвездии Волос Вероники. Открыта Джоном Дрейером в 1878 году.
Этот объект входит в число перечисленных в оригинальной редакции «Нового общего каталога».
Составляет пару Arp 138 вместе с галактикой NGC 4015-2.
Галактика NGC 4015 входит в состав группы галактик NGC 4007. Помимо NGC 4015 в группу также входят NGC 3987, NGC 3997, NGC 4007 и NGC 4022.